# Józef Bujak

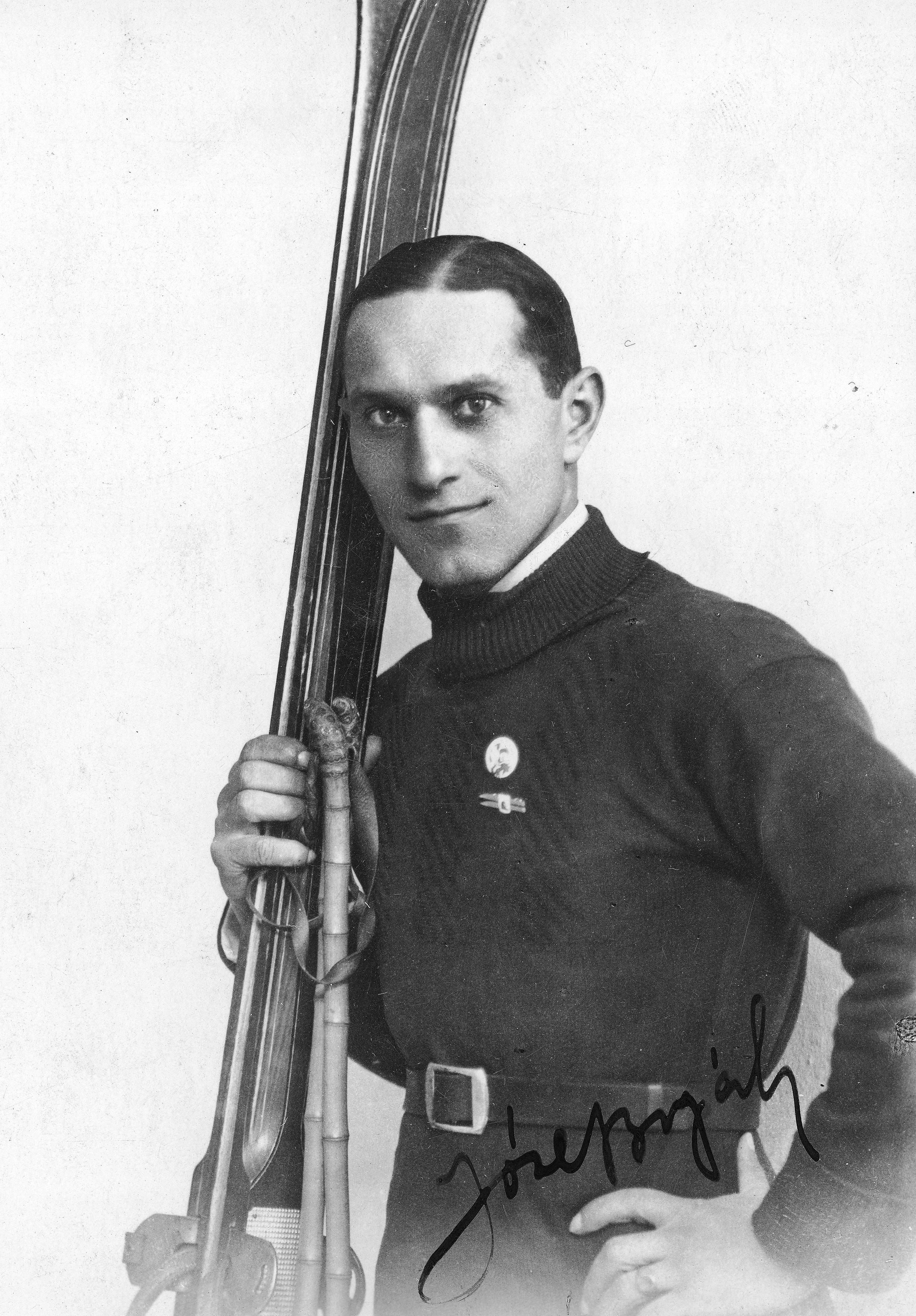
Józef Bujak.

Józef Bujak, född 31 oktober 1898 i Zakopane, död där 22 april 1949, var en polsk längdåkare. Han var med i de olympiska vinterspelen 1928 i Sankt Moritz och kom på artonde plats på 18 kilometer och på nittonde plats på 50 kilometer.